# Алиева, Курбангозель
Курбангозель Алиева (1 января 1908 — после 1975) — советский хозяйственный, государственный и политический деятель.

## Биография
Родилась в 1908 году в Кизыл-Арвате. Член КПСС с 1936 года.
С 1926 года — на хозяйственной, общественной и политической работе. В 1926—1963 годах — преподаватель курсов ликбеза, инструктор, заведующий отделом и председатель Туркменпрофсоюза. Заведующая отделом Марыйского райкома КП(б) Туркменистана. Заместитель начальника, начальник республиканского управления промысловой кооперации. Народный комиссар социального обеспечения Туркменской ССР. Первый секретарь Ашхабадского горкома КП(б) Туркменистана. Секретарь ЦК КП(б) Туркменистана. Министр лёгкой промышленности Туркменской ССР. Заместитель председателя Туркменского совнархоза.
Избиралась депутатом Верховного Совета Туркменской ССР 1-5-го созывов. Делегат XVIII съезда ВКП(б).
Умерла в 1988 году.